# Adromischus subdistichus

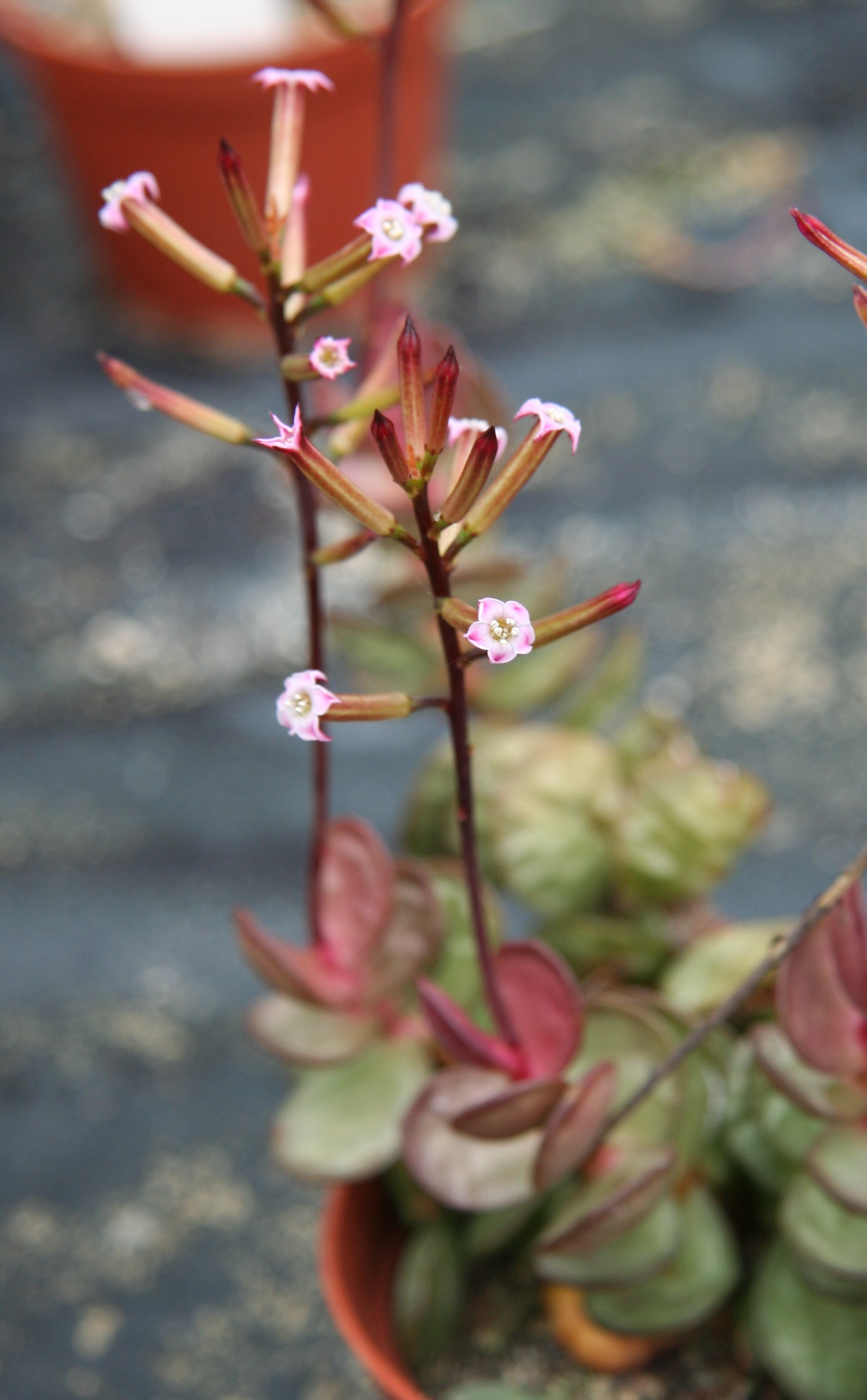
Floració de l'A. subdistichus

Adromischus subdistichus és una espècie de planta suculenta del gènere Adromischus, que pertany a la família Crassulaceae.

## Taxonomia
Adromischus subdistichus Makin ex Bruyns va ser descrita per Brian Makin ex Peter Bruyns i publicada al S. African J. Bot. 58: 50 1992.